# Wapen van Leidschendam-Voorburg

Wapen van Leidschendam-Voorburg

Het wapen van Leidschendam-Voorburg is op 26 augustus 2002 bij Koninklijk besluit aan de gemeente Leidschendam-Voorburg toegekend.
Het wapen is een combinatie van de wapens van de oude gemeenten Leidschendam en Voorburg. De balk en wassenaar komen uit het wapen van Leidschendam, de burcht uit het wapen van Voorburg. Het is na enige discussie in de gemeenteraad gekozen uit de verschillende ontwerpen. Opvallend is dat de dam met daarin de sleutels uit het wapen van Leiden maar ook het hert van Stompwijk niet in het nieuwe wapen zijn overgenomen.
Het wapen van Leidschendam zelf was ontworpen als een combinatie van de wapens van Stompwijk en Veur, waaruit de gemeente in 1938 was ontstaan. 

## Blazoenering
De beschrijving is als volgt: "In zilver een golvende dwarsbalk van azuur, vergezeld boven van een geopende burcht met vijf kantelen van keel, verlicht van sabel, en beneden van een wassenaar van sabel. Het schild gedekt met een gouden kroon van drie bladeren en twee parels."
N.B. in de heraldiek zijn links en rechts gezien vanuit de schildhouder; voor de toeschouwer zijn deze verwisseld. De kleuren in het schild zijn: zilver (wit), azuur (blauw), keel (rood), sabel (zwart), goud (geel).

## Verwante wapens
De volgende wapens zijn verwant aan het wapen van Leidschendam-Voorburg:

Het wapen van Veur (in 1938 opgegaan in Leidschendam)
Het wapen van Stompwijk (in 1938 opgegaan in Leidschendam)
Het wapen van Leidschendam
Het wapen van Voorburg